# Club Baloncesto Miraflores 2019-2020
Questa voce raccoglie le informazioni riguardanti il Club Baloncesto Miraflores nelle competizioni ufficiali della stagione 2019-2020.

## Stagione
La stagione 2019-2020 del Club Baloncesto Miraflores è la 3ª nel massimo campionato spagnolo di pallacanestro, la Liga ACB.

## Roster
Aggiornato al 14 luglio 2019.
| Hereda San Pablo Burgos 2019-20 | Hereda San Pablo Burgos 2019-20 |
| Giocatori                       | Staff tecnico                   |
| ------------------------------- | ------------------------------- |

| N. | Naz.                                        | Ruolo | Nome             | Anno | Alt.   | Peso   |  |
| -- | ------------------------------------------- | ----- | ---------------- | ---- | ------ | ------ |  |
| 1  | Stati Uniti (bandiera)                      | G     | J.P. Tokoto      | 1993 | 198 cm | 91 kg  |  |
| 5  | Stati Uniti (bandiera)                      | AG    | Earl Clark       | 1988 | 208 cm | 106 kg |  |
| 6  | Uruguay (bandiera) · Italia (bandiera)      | P     | Bruno Fitipaldo  | 1991 | 183 cm | 85 kg  |  |
| 7  | Spagna (bandiera)                           | GA    | Marc García      | 2001 | 188 cm |        |  |
| 7  | Regno Unito (bandiera) · Spagna (bandiera)  | G     | Kareem Queeley   | 2001 | 193 cm |        |  |
| 8  | Brasile (bandiera) · Italia (bandiera)      | G     | Vítor Benite (C) | 1990 | 194 cm | 88 kg  |  |
| 9  | Spagna (bandiera)                           | GA    | Álex Barrera     | 1992 | 196 cm | 94 kg  |  |
| 10 | Spagna (bandiera)                           | AG    | Javi Vega        | 1988 | 205 cm | 100 kg |  |
| 11 | Spagna (bandiera)                           | A     | Miquel Salvó     | 1994 | 205 cm | 90 kg  |  |
| 12 | Stati Uniti (bandiera) · Georgia (bandiera) | G     | Thaddus McFadden | 1987 | 188 cm | 82 kg  |  |
| 14 | Cuba (bandiera)                             | AC    | Jasiel Rivero    | 1993 | 206 cm | 100 kg |  |
| 20 | Spagna (bandiera)                           | P     | Ferrán Bassas    | 1992 | 181 cm | 85 kg  |  |
| 23 | Serbia (bandiera)                           | C     | Goran Huskić     | 1992 | 210 cm | 102 kg |  |
| 28 | Paesi Bassi (bandiera) · Spagna (bandiera)  | C     | Oliver Bieshaar  | 2001 | 202 cm |        |  |
| 32 | Brasile (bandiera) · Spagna (bandiera)      | C     | Augusto Lima     | 1991 | 208 cm | 118 kg |  |
| 33 | Spagna (bandiera)                           | AC    | Alberto Alonso   | 2001 | 200 cm |        |  |
| 34 | Spagna (bandiera)                           | AG    | Pablo Aguilar    | 1989 | 205 cm | 107 kg |  |
| 41 | Serbia (bandiera)                           | AG    | Oliver Stević    | 1984 | 204 cm | 105 kg |  |
| 88 | Serbia (bandiera)                           | C     | Dragan Apić      | 1995 | 205 cm | 105 kg |  |

| Allenatore                                                                                    |
| - Joan Peñarroya                                                                              |
| Assistente/i                                                                                  |
| - Alberto Codeso - Fran Hernández Legenda - (C) Capitano - (IN) Inattivo - Infortunato Roster |

## Mercato

### Sessione estiva
| Acquisti | Acquisti         | Acquisti          | Acquisti      | Acquisti |
| R.a      | Nome             | da                | Modalità      |          |
| -------- | ---------------- | ----------------- | ------------- | -------- |
| AG       | Earl Clark       | Budućnost         | definitivo    |          |
| AP       | Miquel Salvó     | San Sebastián     | definitivo    |          |
| G        | J.P. Tokoto      | Hapoel Eilat      | definitivo    |          |
| G        | Thaddus McFadden | Wuhan             | definitivo    |          |
| P        | Ferrán Bassas    | Canarias Tenerife | definitivo    |          |
| AC       | Jasiel Rivero    | Boca Juniors      | fine prestito |          |

| Cessioni | Cessioni         | Cessioni          | Cessioni       | Cessioni |
| R.       | Nome             | a                 | Modalità       |          |
| -------- | ---------------- | ----------------- | -------------- | -------- |
| A        | Dominique Sutton | Anhui Dragons     | fine contratto |          |
| G        | Branden Frazier  | Telekom Bonn      | fine contratto |          |
| AP       | Paul Zipser      | Bayern Monaco     | fine contratto |          |
| G        | Álex López       | Canarias Tenerife | fine contratto |          |
| AP       | Vlatko Čančar    | Denver Nuggets    | fine contratto |          |

### Dopo l'inizio della stagione
| Acquisti | Acquisti      | Acquisti          | Acquisti         | Acquisti   |
| R.       | Nome          | da                | Data             | Modalità   |
| -------- | ------------- | ----------------- | ---------------- | ---------- |
| AG       | Oliver Stević | Igokea            | 24 novembre 2019 | definitivo |
| C        | Dragan Apić   | Lokomotiv Kuban'  | 7 gennaio 2020   | prestito   |
| AG       | Pablo Aguilar | Toshiba Brave Th. | 10 giugno 2020   | definitivo |

| Cessioni | Cessioni      | Cessioni          | Cessioni        | Cessioni       |
| R.       | Nome          | a                 | Data            | Modalità       |
| -------- | ------------- | ----------------- | --------------- | -------------- |
| AG       | Oliver Stević | Joventut Badalona | 11 gennaio 2020 | fine contratto |
| G        | J.P. Tokoto   | Ironi Nes Ziona   | 25 gennaio 2020 | rescissione    |
| AG       | Earl Clark    | Free agent        | 15 maggio 2020  | rescissione    |